# Ihasalu
Ihasalu is een plaats in de Estlandse gemeente Jõelähtme, provincie Harjumaa. De plaats heeft de status van dorp (Estisch: küla).

## Bevolking
Het dorp had 44 inwoners op 31 december 2011 en 100 inwoners op 31 december 2021.

## Ligging
De plaats ligt aan de basis van een schiereiland dat ook Ihasalu (Estisch: Ihasalu poolsaar) heet. Het andere dorp op het schiereiland is Neeme.